# Cratere Cichus
Cichus è un cratere lunare di 39,18 km situato nella parte sud-occidentale della faccia visibile della Luna, vicino al margine orientale della Palus Epidemiarum, e quasi a contatto, verso nord-est, con i resti del cratere Weiss, ora coperto di lava.
Il bordo di questo cratere è solo moderatamente eroso, benché uno dei crateri satelliti, Cichus C, giaccia proprio sulla cresta sud-occidentale. Parti delle pendici interne mostrano terrazzamenti e le porzioni occidentali sono più spesse di quelle orientali. Diverse piccole creste sono sparse sul pianoro interno. La raggiera del cospicuo cratere Tycho si estende fino al margine nordorientale.
Il cratere è dedicato al medico, letterato ed astronomo Francesco Degli Stabili, più noto con l'appellativo di Cecco d'Ascoli, in latino Cichus.

## Crateri correlati
Alcuni crateri minori situati in prossimità di Cichus sono convenzionalmente identificati, sulle mappe lunari, attraverso una lettera associata al nome.
| Cichus | Coordinate            | Diametro (in km) |
| ------ | --------------------- | ---------------- |
| A      | 34°49′12″S 21°31′12″W | 19,82            |
| B      | 33°11′24″S 19°22′48″W | 13,84            |
| C      | 33°34′12″S 21°51′36″W | 11,51            |
| F      | 35°40′48″S 22°31′12″W | 7,83             |
| G      | 35°30′00″S 23°36′36″W | 21,55            |
| H      | 32°48′36″S 22°30′00″W | 7,25             |
| J      | 32°03′00″S 21°22′12″W | 13,12            |
| K      | 36°37′48″S 20°03′00″W | 6,2              |
| N      | 30°34′48″S 21°44′24″W | 7,42             |